# Fulleren

Fulleren este o comună în departamentul Haut-Rhin din estul Franței. În 2009 avea o populație de 336 de locuitori.

## Evoluția populației
| An        | 1975 | 1982 | 1990 | 1999 | 2006 | 2009 |
| --------- | ---- | ---- | ---- | ---- | ---- | ---- |
| Populație | 244  | 285  | 290  | 331  | 335  | 336  |